# Diaz (Arkansas)
Diaz es una ciudad en el condado de Jackson, Arkansas, Estados Unidos. Para el censo de 2000 la población era de 1.284 habitantes.

## Geografía
Diaz se localiza a 35°38′40″N 91°15′41″O / 35.64444, -91.26139. Según la Oficina del Censo de los Estados Unidos, la ciudad tiene un área de 15,4 km², de los cuales 15,3 km² corresponde a tierra y 0,1 km² a agua (0,34%).

## Demografía
Para el censo de 2000, había 1.284 personas, 465 hogares y 365 familias en la ciudad. La densidad de población era 83,4 hab/km². Había 552 viviendas para una densidad promedio de 36,0 por kilómetro cuadrado. De la población 69,63% eran blancos, 28,35% afroamericanos, 0,47% amerindios, 0,55% de otras razas y 1,01% de dos o más razas. 1,17% de la población eran hispanos o latinos de cualquier raza.
Se contaron 465 hogares, de los cuales 38,7% tenían niños menores de 18 años, 55,5% eran parejas casadas viviendo juntos, 18,1% tenían una mujer como cabeza del hogar sin marido presente y 21,3% eran hogares no familiares. 18,5% de los hogares eran un solo miembro y 6,2% tenían alguien mayor de 65 años viviendo solo. La cantidad de miembros promedio por hogar era de 2,76 y el tamaño promedio de familia era de 3,15.
En la ciudad la población está distribuida en 30,5% menores de 18 años, 8,6% entre 18 y 24, 30,5% entre 25 y 44, 20,9% entre 45 y 64 y 9,5% tenían 65 o más años. La edad media fue 33 años. Por cada 100 mujeres había 91,4 varones. Por cada 100 mujeres mayores de 18 años había 87,4 varones.
El ingreso medio para un hogar en la ciudad fue de $34.792 y el ingreso medio para una familia $38.646. Los hombres tuvieron un ingreso promedio de $31.339 contra $19.853 de las mujeres. El ingreso per cápita de la ciudad fue de $15.867. Cerca de 11,7% de las familias y 14,6% de la población estaban por debajo de la línea de pobreza, 20,5% de los cuales eran menores de 18 años y 17,1% mayores de 65.